# Lanzarote

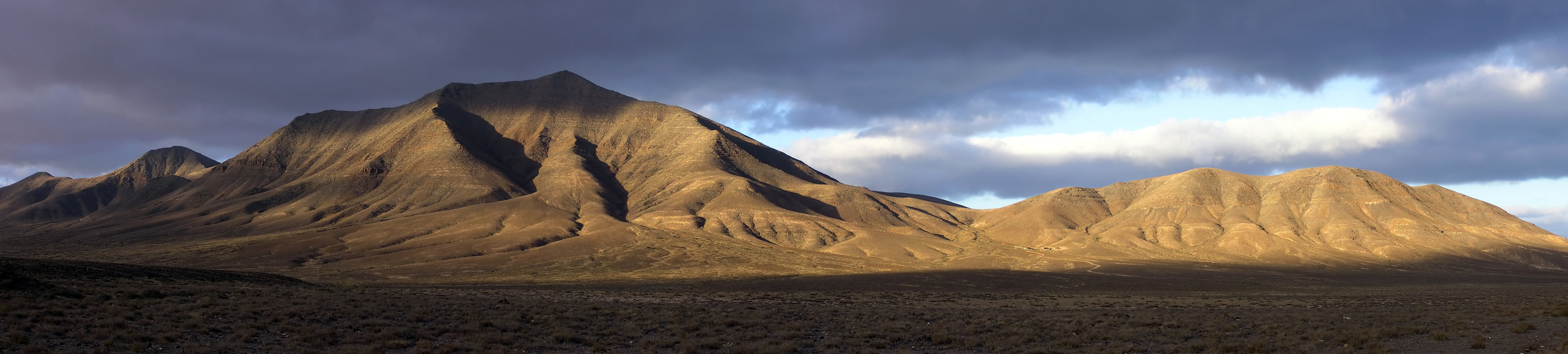
Hacha Grande, nel sud dell'isola, vista dalla strada di Playa de Papagayo

Lanzarote è l'isola più nord-orientale dell'arcipelago spagnolo delle Isole Canarie. Deve il suo nome a Lanzerotto Malocello, il navigatore di Varazze (Savona) che per primo la scoprì nel 1312 e che la occupò per diverso tempo. La superficie è di 806 km² (quarta isola dell'arcipelago), la popolazione è di circa 147 000 abitanti, è la terza più popolosa delle Canarie dopo Tenerife e Gran Canaria. La capitale dell'isola è Arrecife. Amministrativamente l'isola è compresa nella provincia di Las Palmas.
La principale attrattiva turistica dell'isola è il parco nazionale Timanfaya, situato nella parte occidentale e caratterizzato dal paesaggio vulcanico. Altre attrattive turistiche sono le grotte di Jameos del Agua, la Cueva de los Verdes e il Charco de los Clicos. Vicino a Lanzarote si trova il subarcipelago Chinijo formato dalle isole minori di Graciosa, Alegranza, Montaña Clara, Roque del Oeste e Roque del Este.
Lanzarote è stata nominata riserva della biosfera dall'UNESCO, grazie anche all'impegno dell'architetto locale César Manrique. Nella frazione di Taro de Tahiche, a 5 km da Arrecife si trova la sede della fondazione a lui intitolata, ospitata nella sua residenza e che raccoglie sculture, dipinti e progetti architettonici di grande integrazione con la natura vulcanica dell'isola.

## Storia

### Antichità
Tramite la scoperta di alcuni oggetti dal sito di Buenavista, datati con il metodo del radiocarbonio all'inizio del I millennio a.C., si può presupporre una prima colonizzazione dell'isola di Lanzarote da parte dei Fenici. La combinazione di terreno fertile e punti d'acqua temporanei ha portato al fatto che alcuni luoghi erano visti come aree preferite per l'insediamento di una popolazione che poteva guadagnarsi da vivere attraverso l'allevamento e l'agricoltura. Si può presumere che i primi coloni siano stati gruppi di paleo-berberi nordafricani che furono in contatto con la cultura fenicia del Nordafrica. Il processo di colonizzazione deve essere avvenuto dopo il VI secolo a.C. insieme all'espansione di Cartagine.
A cavallo dei secoli si osserva l'inizio di un estensivo sfruttamento del territorio dell'isola. La base era il modello isolano di produzione agricola con l'obiettivo di produrre beni per produrre porpora, sale marino e garum, che divennero di interesse anche per i romani. Plinio il Vecchio indica la relazione tra il re mauritano Giuba II, che era sotto il dominio romano, e le Isole Canarie. Le isole venivano identificate dall'autore romano con le Isole Fortunate. Si ritiene che più coloni arrivarono nelle isole dall'area a nord e a sud dello Stretto di Gibilterra in questo momento. La presenza di marinai romani o romanizzati sulle isole terminò dopo la crisi politica ed economica dell'Impero Romano nel III secolo d.C., quando fu abbandonata anche parte della provincia della Mauretania Tingitana. Ciò ha portato alla fine dei laboratori di porpora e delle saline sulla costa atlantica del Marocco. In questo momento, le Isole Canarie divennero sempre più isolate. Ciò alla fine portò al fatto che i nativi, che non avevano alcuna conoscenza della costruzione navale e della scienza nautica, non potevano nemmeno mantenere i collegamenti tra le isole.
Una cultura indipendente si sviluppò sull'isola di Lanzarote nel periodo successivo all'abbandono degli insediamenti romani. Gli abitanti nativi dell'isola di Lanzarote erano i Majos. Poiché non hanno lasciato alcuna prova scritta, le culture delle Antiche Canarie, note con l'appellativo generale di Guanci, sono conosciute solo attraverso reperti archeologici e resoconti di marinai europei del XIV e XV secolo.

### Dal XIV al XVIII secolo
Nonostante la sua esistenza, come quella delle altre isole, sia conosciuta fin dell'epoca romana, Lanzarote rimase tagliata fuori del mondo civilizzato e quando nel 1312 il navigatore varazzino Lanzerotto Malocello la riscoprì, la trovò abitata da una popolazione che viveva ancora all'età della pietra, che si chiamavano Majos. Il Malocello visse a Lanzarote integrandosi con la popolazione, ma dopo vent'anni fu scacciato da una rivolta dei nativi.
Nel 1402 il normanno Jean de Béthencourt preparò una spedizione sull'isola con intenzioni bellicose, che partì insieme a Gadifer de la Salle verso le Isole Canarie da La Rochelle il 1º maggio 1402. Lo scopo della spedizione era di creare una base per l'estrazione e l'esportazione del lichene Roccella canariensis, che veniva trasformato in un colorante rosso in Europa. Dopo essere divenuto padrone dell'isola, Jean de Béthencourt vi si stabilì. Affinché la base commerciale potesse funzionare indipendentemente dall'approvvigionamento dall'Europa, agricoltori e artigiani francesi dovevano stabilirvisi come coloni. Oltre ad alcuni soldati, i partecipanti alla spedizione erano contadini e artigiani, alcuni dei quali avevano portato con sé anche le mogli. La conversione degli indigeni al cristianesimo era un obiettivo di Béthencourt, che prese molto sul serio. Per questo motivo accompagnarono la spedizione membri del clero come Jean Le Verrier e Pierre Bontier. Alla fine di luglio 1402, la nave raggiunse la costa meridionale dell'isola di Lanzarote. A bordo c'erano circa 60 persone, tra cui due ex schiavi che erano stati rapiti da Lanzarote e portati in Europa. Questi dovevano agire come traduttori e mediatori. Jean de Béthencourt riuscì a negoziare con Guadafrá, il capo dei Majos, per concludere un trattato che gli consentisse di costruire una fortificazione sull'isola. In cambio, avrebbe dovuto proteggere i Majos dai cacciatori di schiavi.
All'estremità meridionale del comune di Yaiza, nella zona conosciuta come "El Rubicón", fu costruito il primo insediamento europeo delle Canarie (1402) che diede inizio alla conquista dell'arcipelago. In questo luogo c'era la cattedrale di San Marziale di Limoges, che è stata poi distrutta dai pirati inglesi nel XVI secolo e ricostruita nella località di Femés. Questa diocesi è stata spostata nel 1483 a Las Palmas de Gran Canaria (Diocesi delle Isole Canarie).
Nel 1500 l'isola visse un secolo di terrore a causa delle continue scorrerie dei pirati maghrebini, che la saccheggiarono ripetutamente costringendo i suoi abitanti ad abbandonare le coste e rifugiarsi nell'entroterra.

### L'eruzione del Timanfaya
Il 1º settembre 1730, dopo un lungo periodo segnato da terremoti più o meno forti e altri inequivocabili segnali, ha inizio una lunga serie di intense eruzioni vulcaniche. In sei anni circa un terzo dell'isola viene sconvolta e stravolta nella sua geografia da lava, cenere, lapilli e crateri aperti improvvisamente su paesi. Al termine della fase eruttiva la fisionomia dell'isola di Lanzarote sarà completamente diversa da quella fino ad allora conosciuta.

## Geografia
Lanzarote è situata lungo il percorso dell'aliseo di nord est e gode del suo effetto di raffreddamento, riuscendo così a mantenere le temperature giornaliere a livelli moderati. Senza questi benefici il clima dell'isola assomiglierebbe a quello del vicino Sahara. Ogni anno diverse tempeste di sabbia trasportate dallo scirocco attraversano la stretta fascia di mare che separa le isole dal Sahara facendo salire le temperature anche a 40 °C e riducendo la visibilità anche a meno di 100 metri. Questo particolare fenomeno è chiamato calima.

### Clima
Il clima di Lanzarote si mantiene relativamente costante e gradevole nel corso dell'anno con una temperatura media annuale che nel 2006 è stata di 21,4 °C. Durante i mesi estivi, da giugno a settembre, la temperatura massima media può arrivare anche a 32 °C, anche se abbastanza raramente, mentre nelle ore notturne si mantiene attorno ai 20 °C. D'inverno le massime si aggirano tra i 15 e i 25 °C, per poi scendere fino a 14 °C nelle ore notturne, scendendo raramente sotto questo limite.
Le precipitazioni per l'anno 2006 sono ammontate a 117 mm, anche se molto mal distribuite dato che la maggior parte della pioggia è caduta nei mesi di ottobre (16 mm), gennaio (28 mm) e febbraio (49 mm). Per via della particolare orografia dell'isola, la maggior parte della pioggia cade nella metà nord-occidentale, di cui fa parte il massiccio del Famara, lasciando la restante metà tendenzialmente asciutta.

### La bandiera

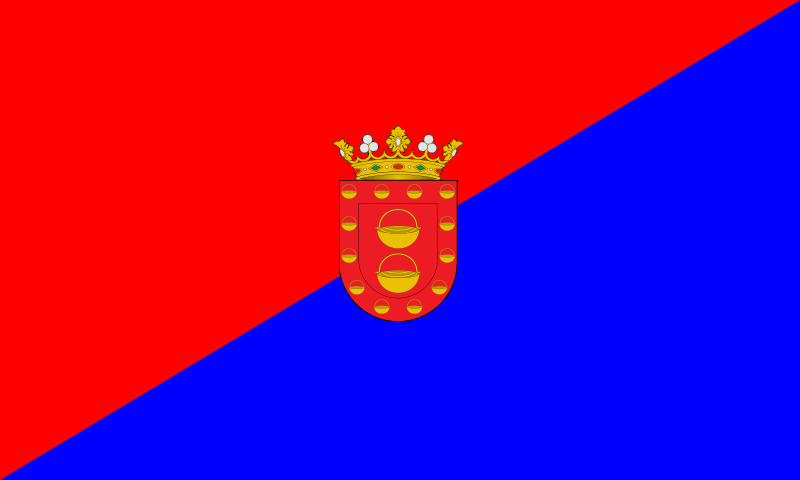
La bandiera di Lanzarote

L'isola di Lanzarote non ha una propria bandiera ufficialmente approvata. La bandiera dell'isola è in realtà, quella della capitale dell'isola, Arrecife. È divisa diagonalmente in due triangoli rettangoli, rosso e blu con quello rosso attaccato all'albero. Al centro lo scudo araldico dell'isola.

## Simboli naturali
I simboli naturali di Lanzarote sono: Munidopsis polymorpha (granchio cieco) e Euphorbia balsamifera (tabaiba dulce).

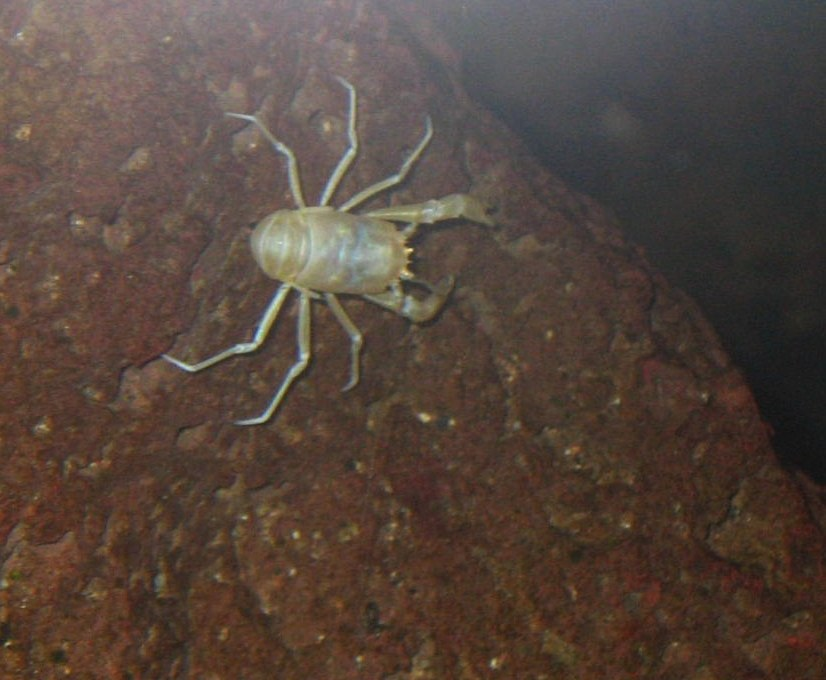
Munidopsis polymorpha
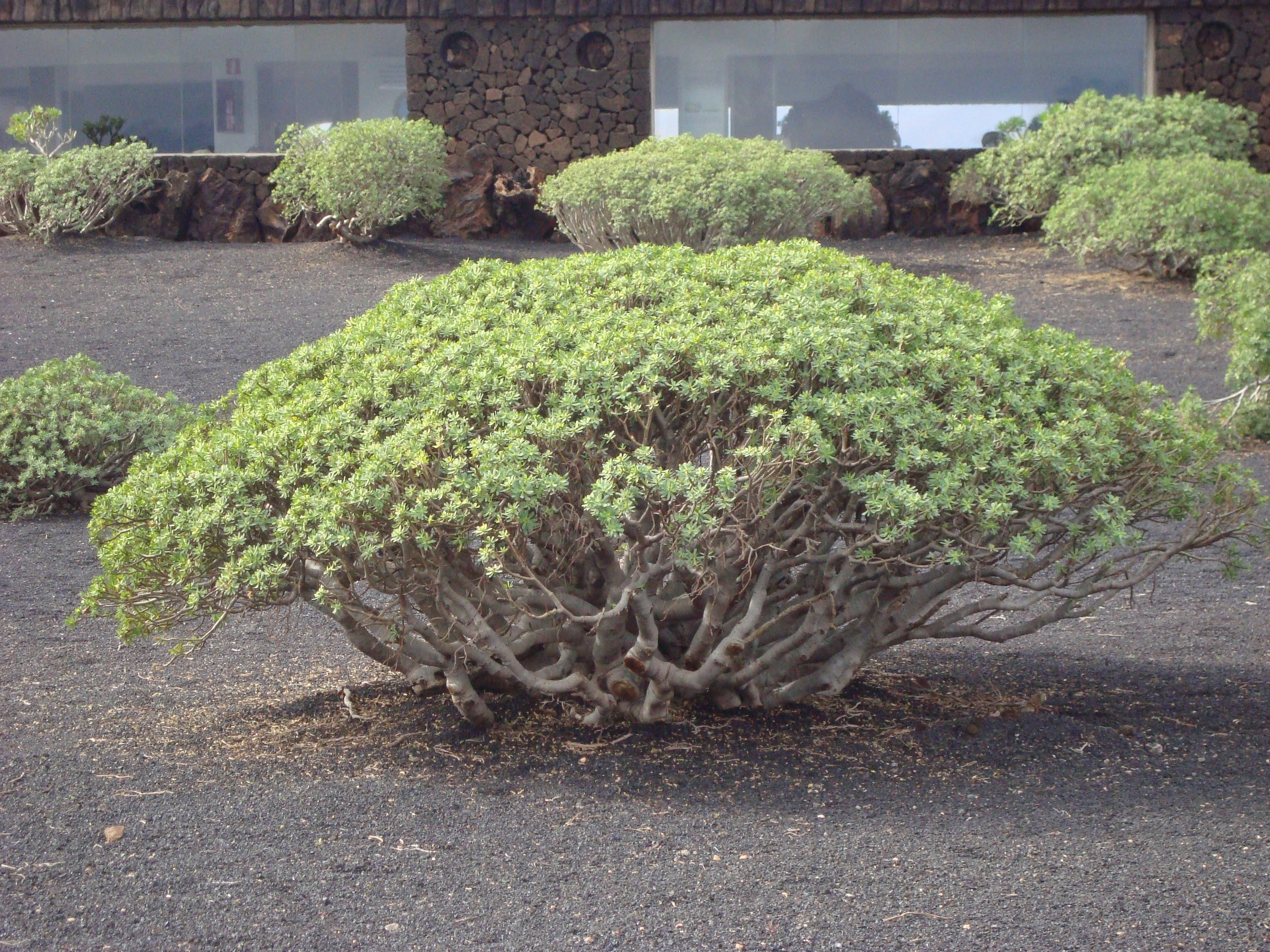
Euphorbia balsamifera

## Economia
Sia Lanzarote sia Fuerteventura sarebbero stati i principali esportatori di grano e cereali nelle isole centrali dell'arcipelago nel corso dei secoli XVI, XVII e XVIII: Tenerife e Gran Canaria. Anche se questo commercio non si è quasi mai invertito negli abitanti di Lanzarote e Fuerteventura (a causa del fatto che i proprietari terrieri di queste isole hanno beneficiato di quest'attività), producendo periodi di carestia, quindi la popolazione di queste isole ha dovuto recarsi a Tenerife e Gran Canaria per cercare di migliorare la sua fortuna. L'isola di Tenerife è principale centro di attrazione per gli abitanti di Lanzarote e Fuerteventura, da qui il sentimento di unione che è sempre esistito nella sfera popolare con Tenerife.

### Turismo
Le principali località turistiche, che si trovano sul versante sud-orientale dell'isola, sono tre: Puerto del Carmen, Costa Teguise e Playa Blanca.
- Puerto del Carmen: situata a sud di Arrecife e a pochi km dall'aeroporto è il primo centro turistico sviluppatosi nell'isola ed è un ottimo punto di partenza per chi voglia esplorare il sud dell'isola, in particolare il parco nazionale Timanfaya e la valle de La Geria, oltre alla possibilità di scendere a Playa Blanca.
- Costa Teguise: situata a nord della capitale è sorta alla fine degli anni settanta come metà prettamente sportiva, in particolare per il windsurf ed è logisticamente meglio posizionata per la visita delle grotte di Jameos del Agua e Cueva de los Verdes e per un'escursione all'isola di La Graciosa con battelli che partono dal porticciolo di Orzola.
- Playa Blanca: è il centro più recente, ancora in espansione, ed è quello che gode di un clima migliore, specialmente nel periodo invernale. Ha un piccolo porto da dove partono i traghetti per Corralejo ed è nelle immediate vicinanze delle selvagge spiagge del Papagayo.
- Playa de Famara: è una delle spiagge più frequentate dell'isola ed è situata in un villaggio di pescatori. È il paradiso per gli amanti del kite - surf grazie al forte vento che si abbatte sulla spiaggia. Spesso a causa del vento fare il bagno è impossibile. La spiaggia è lunga tre chilometri dalla stessa si possono ammirare tramonti mozzafiato.

## Agricoltura

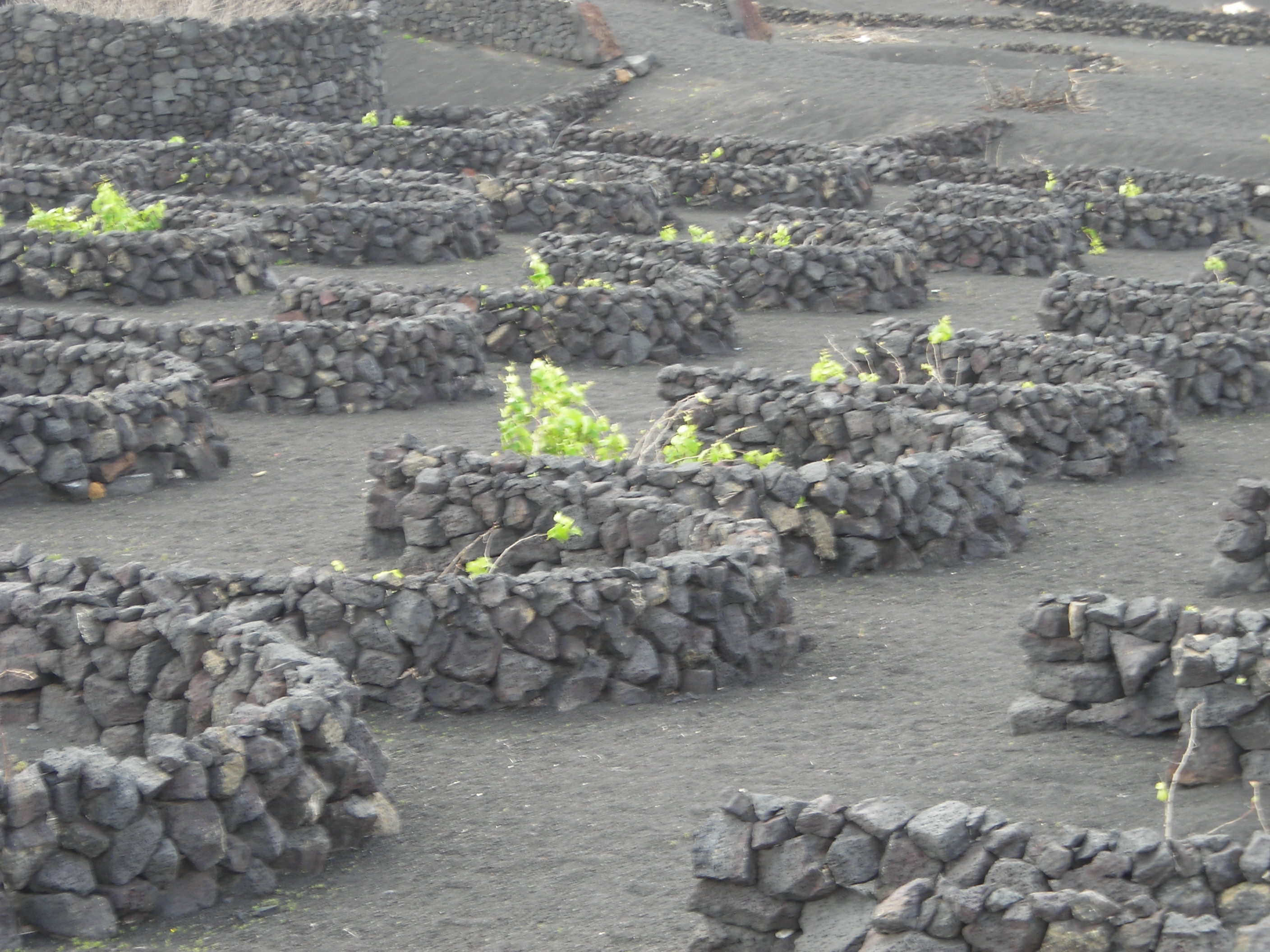
La Geria - particolari vigne di Lanzarote

Una parte dell'isola è caratterizzata dalla coltivazione di vigne molto particolari. La coltivazione a hoyos prevede la costruzione di piccoli muretti semicircolari di pietra lavica, alti 50-70 cm, preparati dall'uomo per proteggere le piante dal vento, dove viene scavata una buca e sul fondo delle quali cresce la vite che produce generalmente malvasia. Sopra questi campi l'agricoltore stende una fine cappa di cenere vulcanica che, assorbendo la rugiada notturna, procura il grado di umidità necessario alle piante. Tale sistema di coltivazione implica tuttavia una scarsa densità di piante per ettaro, specialmente evidenziabile negli impianti più datati (anche 2-300 anni). Per ovviare a questo problema, più recentemente, è stato introdotto il sistema di coltivazione a zanjas, che prevede muri protettivi disposti linearmente.
Si possono degustare molti prodotti tropicali in queste isole, dalla frutta esotica, come papaya, avocado, mango e platano (banane tropicali) fino alla grande varietà di succhi di frutta tropicali e tanti altri prodotti tipici, come il miele di palma, la marmellata di cactus, la crema di banane tropicali, e anche le "papas arrugadas" (patate tipiche delle Canarie, bollite in acqua salata e servite con salsa all'aglio e yogurt o piccante).
Ampiamente coltivata anche l'aloe vera che in passato era considerata sacra dagli indigeni Guanci. La pianta è sfruttata per molti scopi: il succo è usato come bevanda energetica, ricostituente, inoltre i derivati sono usati per la loro azione lenitiva e nella cosmesi.

## Comunicazioni e collegamenti
Sull'isola si trova l'aeroporto di Guacimeta presso Arrecife. Il suo codice IATA è ACE. Recentemente si è aggiunta alle destinazioni low-cost grazie a:
- easyJet con collegamenti da Madrid-Barajas, Londra-Gatwick e Milano-Malpensa;
- Ryanair con 31 collegamenti tra cui Bergamo, Barcellona, Bologna, Londra, Glasgow, Roma,Torino, Treviso, Dublino, Madrid e Francoforte;
- Vueling con gli hub di El Prat e Fiumicino.

Arrecife è anche il principale porto dell'isola, con traghetti per Puerto del Rosario (su Fuerteventura) per Las Palmas de Gran Canaria (su Gran Canaria) e per Cadice (sulla Spagna). Esiste anche un collegamento tra Playa Blanca e Corralejo (su Fuerteventura).
I collegamenti interni si limitano a una serie di linee di autobus (localmente chiamati guaguas) che collegano le varie località dell'isola al capoluogo Arrecife. Sono presenti in gran numero agenzie di autonoleggio (Alquiler de coches) e in alcune località è possibile noleggiare biciclette. Esplorare l'isola con questo mezzo è un'interessante alternativa avvantaggiata anche dal clima molto mite, dalle strade poco trafficate e, per la maggior parte, pianeggianti.

## Celebrazioni
La festa principale dell'isola si svolge nel comune di Tinajo, ogni 15 settembre in onore della Madonna Addolorata (Virgen de los Dolores), patrona dell'isola di Lanzarote. Al suo pellegrinaggio partecipano persone provenienti da tutta l'isola, per lo più vestite in costumi tradizionali. I pellegrini provenienti da altre isole dell'arcipelago delle Canarie affollano anche Mancha Blanca in Tinajo, dove esiste un santuario.
L'altro grande festival è il carnevale, che si tiene di solito nel mese di febbraio. Il clou è il carnevale di Arrecife, la capitale.

## Trasporti
L'isola è servita dall'aeroporto di Lanzarote.